# San Antonio Spurs

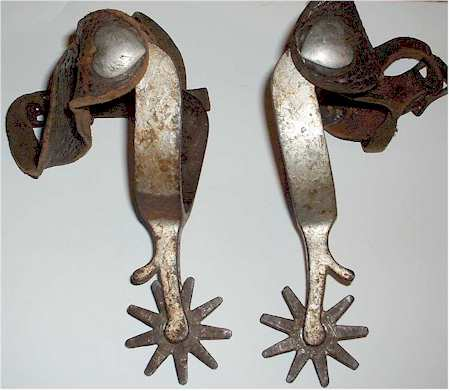
Lagets namn, "Spurs", syftar på de metallsporrar, som ibland används av hästridande kofösare.

San Antonio Spurs är en amerikansk basketorganisation som bildades 1967, vars lag är baserat i San Antonio i Texas och spelar i NBA sedan säsongen 1976/1977. Lagets hemmaarena är AT&T Center som stod klar den 18 oktober 2002.
San Antonio spelar i Southwest Division i Western Conference och har gjort det sedan säsongen 2004/2005.

## Historia
Laget grundades 1967 som Dallas Chaparrals och spelade då i ABA.
Inför säsongen 1973/1974 flyttades laget till San Antonio och bytte namn till San Antonio Spurs. De fortsatt att spela i ABA fram till dess att ABA och NBA slogs ihop inför säsongen 1976/1977.
Redan under sin andra säsong i NBA, 1977/1978, vann San Antonio sin första divisiontitel när de vann Central Division. I slutspelet förlorade de dock redan i andra omgången mot de blivande mästarna Washington Bullets med 2-4 i matcher.
Säsongen efter, 1978/1979, vann San Antonio återigen Central Division och tog sig ända till Conference-final i det följande slutspelet, där åter Washington Bullets stod för motståndet och även denna gång vann serien, nu med 4-3 i matcher.
Inför säsongen 1980/1981 bytte San Antonio division till Midwest Division och vann även den direkt, men i slutspelet blev Houston Rockets för svåra i andra omgången och vann med 4-3 i matcher.
1981/1982 var San Antonio framme vid sin andra Conference-final, men var utan chans mot de blivande mästarna Los Angeles Lakers som vann med klara 4-0 i matcher.
Säsongen 1983/1984 missade San Antonio slutspelet för första gången och sen följde några säsonger utan framgång även om San Antonio tog sig till slutspel ett par gånger.
Säsongen 1989/1990 vann de åter Midwest Division. Därefter följde några år då de var med och slogs om divisionstiteln varje säsong, men förlorade redan i första slutspelsomgången.
Säsongen 1994/1995 lyckades så äntligen San Antonio överleva den första omgången och tog sig till sin tredje Cenference-final, där de mötte Houston Rockets som vann serien med 4-2 i matcher.

### Storhetstid
Säsongen 1998/1999 vann så äntligen San Antonio sin första NBA-titel efter att ha besegrat New York Knicks med 4-1 i finalserien, San Antonio förlorade bara två matcher totalt i slutspelet det året.
Säsongen 2002/2003 tog San Antonio sin andra NBA-titel efter att ha besegrat New Jersey Nets i NBA-finalen. San Antonio vann alla matchserier i slutspelet med 4-2 i matcher.
Inför säsongen 2004/2005 bytte San Antonio åter division, till Southwest Division som man vann redan första säsongen, och tog hem sin tredje NBA-titel efter finalvinst mot Detroit Pistons med 4-3 i matcher.
Säsongen 2006/2007 vann San Antonio sin fjärde NBA-titel efter att ha besegrat Cleveland Cavaliers med 4-0 i finalserien.
Säsongen 2013/2014 tog man sin femte NBA-titel, efter finalseger mot Miami Heat med 4-1 i matcher.

## Spelartruppen 2025/2026
Senast uppdaterad: 9 augusti 2025.

Alla spelare som har kontrakt med San Antonio Spurs. Spelarnas löner är i amerikanska dollar och är vad de skulle få ut om spelarna vore i NBA-truppen under hela säsongen.
| Nr                                |                         | Namn                      | Pos   | Lön 25/26   |        | Kontrakt | Kom till laget | Kom ifrån                     |
| --------------------------------- | ----------------------- | ------------------------- | ----- | ----------- | ------ | -------- | -------------- | ----------------------------- |
| 0                                 | USA                     | Keldon Johnson            | SF    | $17 500 000 | [ 3 ]  | 2027     | 2019           | Kentucky Wildcats             |
| 1                                 | Frankrike               | Victor Wembanyama1 − 2023 | PF/C  | $13 376 880 | [ 4 ]  | 2027     | 2023           | Metropolitans 92              |
| 2                                 | USA                     | Dylan Harper              | PG/SG | $12 370 320 | [ 5 ]  | 2029     | 2025           | Rutgers Scarlet Knights       |
| 4                                 | USA                     | De'Aaron Fox              | PG    | $37 096 620 | [ 6 ]  | 2030     | 2025           | Sacramento Kings              |
| 5                                 | USA                     | Stephon Castle            | PG/SG | $9 560 520  | [ 7 ]  | 2028     | 2024           | Connecticut Huskies           |
| 7                                 | USA                     | Luke Kornet               | C/PF  | $9 151 786  | [ 8 ]  | 2029     | 2025           | Boston Celtics                |
| 10                                | Polen                   | Jeremy Sochan             | PG/SF | $7 096 231  | [ 9 ]  | 2026     | 2022           | Baylor Bears                  |
| 11                                | USA                     | Carter Bryant             | SF    | $4 900 320  | [ 10 ] | 2029     | 2025           | Arizona Wildcats              |
| 11                                | USA                     | Jordan McLaughlin         | PG    | $2 874 436  | [ 11 ] | 2026     | 2025           | Sacramento Kings              |
| 13                                | Kanada                  | Kelly Olynyk              | C/PF  | $13 445 122 | [ 12 ] | 2026     | 2025           | New Orleans Pelicans          |
| 24                                | USA                     | Devin Vassell             | SG    | $27 000 000 | [ 13 ] | 2029     | 2020           | Florida State Seminoles       |
| 25                                | USA                     | Micah Potter              | PF/C  | $2 461 463  | [ 14 ] | 2026     | 2025           | Utah Jazz                     |
| 30                                | USA                     | Julian Champagnie         | SG/SF | $3 000 000  | [ 15 ] | 2027     | 2023           | Philadelphia 76ers            |
| 40                                | USA                     | Harrison Barnes           | PF/SF | $19 000 000 | [ 16 ] | 2026     | 2024           | Sacramento Kings              |
| --                                | USA                     | Lindy Waters III          | SG    | $2 461 463  | [ 17 ] | 2026     | 2025           | Detroit Pistons               |
| Tvåvägskontrakt                   |                         |                           |       |             |        |          |                |                               |
| Nr                                |                         | Namn                      | Pos   | Lön 25/26   |        | Kontrakt | Kom till laget | Kom ifrån                     |
| 14                                | USA                     | Adam Flagler              | PG    | $636 434    | [ 18 ] | 2026     | 2025           | Oklahoma City Thunder         |
| 27                                | USA                     | Riley Minix               | PF    | $636 434    | [ 19 ] | 2026     | 2024           | Morehead State Eagles         |
| 55                                | USA                     | Harrison Ingram           | SF    | $636 434    | [ 20 ] | 2026     | 2024           | North Carolina Tar Heels      |
| --                                | Dominikanska republiken | David Jones               | SF    | $636 434    | [ 21 ] | 2026     | 2025           | Capitanes de Ciudad de México |
| Positioner: PG – SG – SF – PF – C |                         |                           |       |             |        |          |                |                               |

## Meriter
- San Antonio har vunnit NBA-mästerskapet fem gånger: 1998/1999, 2002/2003, 2004/2005, 2006/2007 och 2013/2014.
- De har vunnit sin Conference vid sex tillfällen: 1998/1999, 2002/2003, 2004/2005, 2006/2007, 2012/2013 och 2013/2014.
- De har vunnit sin Division 22 gånger: 1977/1978 och 1978/1979 (båda i Central), 1980/1981, 1981/1982, 1982/1983, 1989/1990, 1990/1991, 1994/1995, 1995/1996, 1998/1999, 2000/2001, 2001/2002 och 2003/2003 (alla i Midwest) samt 2004/2005, 2005/2006, 2008/2009, 2010/2011, 2011/2012, 2012/2013, 2013/2014, 2015/2016 och 2016/2017 (alla i Southwest).